# Viva Radio 2 (il meglio del 2006)
Viva Radio 2 (il meglio del 2006) è una compilation pubblicata nel 2006 contenente le migliori gag andate in onda durante la stagione 2005/2006 nel varietà radiofonico "Viva Radio2", condotto da Fiorello e Marco Baldini.

## Tracce
1. Sigla (pernacchione)
2. Presidente Ciampi e la TV
3. Mike e la telepromozione: Fiat Unto
4. Minà: doppia il leone
5. Amadori: al fronte
6. F4 - Fammi un sorriso
7. Lo smemorato di Cologno: "forza Italia"
8. Sai perché 1
9. Sala prove di "Amici": Catello e il coreografo
10. Mike e la telepromozione: Porkilation Rovagnati
11. Tiri al piattello - Che bella la vita
12. Minà: Mani di fata
13. Monica Bellucci (con Gabriella Germani)
14. Oliviero Toscani
15. Sai perché 2
16. Massimiliano Gagliardi - El hipo de amor
17. Lo smemorato di Cologno: fratello di Mastrota
18. Mike e la telepromozione: Porco nove due
19. Minà: Caccia al tesoro cubana
20. Maler - Demoni del tardi
21. Sai perché 3
22. Lo smemorato di Cologno: la memoria del telefonino
23. Fine (pernacchione 2)